# Vespella de Gaià
Vespella de Gaià (em catalão e oficialmente) ou simplesmente Vespella, no passado chamado Vespellá, é um município da Espanha na comarca de Tarragonès, província de Tarragona, comunidade autónoma da Catalunha. Tem 18 km² de área e em 2021 tinha 458 habitantes (densidade: 25,4 hab./km²).

## Demografia
| Variação demográfica do município entre 1991 e 2004 [carece de fontes?] | Variação demográfica do município entre 1991 e 2004 [carece de fontes?] | Variação demográfica do município entre 1991 e 2004 [carece de fontes?] | Variação demográfica do município entre 1991 e 2004 [carece de fontes?] |
| ----------------------------------------------------------------------- | ----------------------------------------------------------------------- | ----------------------------------------------------------------------- | ----------------------------------------------------------------------- |
| 1991                                                                    | 1996                                                                    | 2001                                                                    | 2004                                                                    |
| 83                                                                      | 148                                                                     | 210                                                                     | 241                                                                     |